# Дъбенско съкровище
Дъбенското съкровище е открито през лятото на 2004 г. в землището на село Дъбене, Карловско, при разкопки под ръководството на археолога Мартин Христов. Нови елементи от него са открити през 2005 – 2007 г.
Разкопките край Дъбене започват, след като двама археолози от Националния исторически музей срещат местна жена, носеща изящно изработена златна огърлица, намерена от съпруга ѝ, докато орял нивите си с трактор. Първоначално съпрузите не подозират произхода на украшението, но оказват съдействие на археолозите. Тъй като съкровището е открито в земеделска земя, археолозите трябва да съобразят времето на разкопки със селскостопанските дейности.
Златните предмети са открити в особени структури, наречени ритуални, подобни на ниски надгробни могили. Датирани са към 2450 – 2100 г. пр. Хр. (ранната бронзова епоха). Проучени са над 15 структури, като само в някои има златни находки. Те са положени върху земята заедно с разнообразни керамични съдове, сребърни и стъклени предмети, а отгоре са затрупани с речни камъни. Златните предмети във всяка от структурите са различни по форма и се отличават от положените в другите структури.
Открити са над  21 000 елемента от нанизи, златни спирали, мъниста и апликации. Формите на мънистата са разнообразни – във вид на малки халкички, шайби, цилиндърчета, двойни пирамиди или биконични. Най-малките от тях са с външен диаметър 1,5 мм, а най-големите достигат почти до 1 см. От тях са възстановени три златни наниза, състоящи се от различни елементи: мъниста и разпределители (от ритуалните структури № 3 и 5). Спиралите са изработени от златна тел, с различен брой намотки. Апликациите са два вида, служели са за украса и са пришивани към дрехите.
Забележителна е една малка кутийка с капаче, изработена от чисто сребро, която е непозната в древността от други райони, както и златният кинжал с тегло от 42,8 г (от ритуална структура № 5), уникален за земите на Древна Тракия и Югоизточна Европа. Той представлява двуостра кама, завършваща не с остър връх, а със заточена равна предна част. Археолозите все още не са единни в мнението си за произхода му – тракийски или прототракийски.
Предполага се, че в Карловското поле, в което се намира и село Дъбене, в древността се е намирал производствен център. Този извод е направен въз основа на тяхната концентрация. Златните елементи не са открити в гробна могила, липсват останки от човешки кости, т.е. не са части от погребален дар.
Съкровището е открито в отлично състояние и без реставрация е изложено в НИМ на 9 август 2005 г.